# Кангелари, Валентин Александрович
Валентин Александрович Кангелари (1883—1937) — военврач, начальник штаба ЧОН РСФСР, член ВКП(б) с 1917, член ВЦИК, корврач.

## Биография
Из старинного греческого рода Кангелари.  Родился в Керчи. Отец — рабочий, мать работала  акушеркой на железнодорожном участке.
В 1902 году окончил гимназию в Белгороде, в 1910 году — медицинский факультет Императорского Харьковского университета, служил военврачом. Начал военную карьеру в чине прапорщика Российской армии. 
- Активный участник Гражданской войны в России в составе Красной Армии.

В 1918—1921 учился в Военной академии РККА, одновременно командир Камышловского стрелкового полка (1918), начальник разведотдела штаба Западного фронта (1919), временный исполняющий должность (врид) начальника штаба 3-й армии (1920), начальник оперативного отдела штаба 16-й армии, начальник штаба 10-й стрелковой дивизии, командир 10-й стрелковой дивизии с 16.10.1920 по 16.01.1921, командир отдельной стрелковой бригады, помощник командующего Северной группой войск (1921).
- В 1921—1923 годах — начальник штаба ЧОН РСФСР.
- В 1924—1925 годах — помощник начальника Разведуправления РККА.
- В 1923—1925 годах командирован для работы в Германии.
- В 1925—1928 годах — начальник штаба Монгольской Народно-Революционной Армии.
- В 1928 году назначен заместителем начальника штаба Кавказской Краснознаменной армии.
- В 1928—1930 годах — начальник учебного отдела КУВНАС при Военной Академии им. М. В. Фрунзе
- В 1930—1934 годах — начальник Военно-Медицинской Академии.
- Присвоено звание корврача (1935).
- В 1934—1937 годах — 1-й заместитель наркома здравоохранения РСФСР и главный санитарный врач РСФСР.
- В период 1935—1937 гг. — член ВЦИК.

В последние годы жил в Доме на набережной.

## Арест, расстрел и реабилитация
Был арестован 17 июня 1937 года; 26 ноября 1937 года приговорён Военной Коллегией Верховного Суда СССР в составе: председатель — В.В. Ульрих, члены — его заместитель И.Т. Никитченко и  Андриан Дмитриевич Горячев (1890-1968) — к высшей мере наказания — расстрел.  Прах захоронен в общей могиле Донского кладбища.
Реабилитирован 15 сентября 1956 года.

## Семья
Жена — Лидия Евсеевна Кангелари (1899—1982) в декабре 1937 года была осуждена как член семьи изменника Родины к восьми годам лагерей. После освобождения в сентябре 1945 года в мае 1946-го была арестована заново и осуждена на десять лет лагерей. Отбывала в Акмолинском лагере. Реабилитирована 10 февраля 1958 года.
Сын — Виктор (1918 г.р.) после ареста отца был исключен со второго курса Военно-морского инженерного училища имени Ф.Э. Дзержинского.  Осенью 1937 года арестован. Особым Совещанием при НКВД СССР осужден на пять лет ИТЛ как «член семьи врага народа». Освобожден по отбытии срока наказания 5 ноября 1942 года.
Брат — Виктор Александрович Кангелари (1885—1938), микробиолог и химик. Во время Гражданской войны — в Добровольческой армии (1919—1920). Расстрелян.

## Награды
- Орден Красного Знамени — дважды в 1920 и 1921 гг.